# Thomas Siedler
Thomas Siedler ist ein deutscher Volkswirt.

## Leben
Er erwarb 2002 den Diplom-Volkswirt an der Humboldt-Universität zu Berlin, 2001 den MSc und 2007 den PhD in Applied Economics and Data Analysis an der University of Essex. Von 2012 bis 2021 war er Professor für Volkswirtschaftslehre mit dem Schwerpunkt Mikroökonometrie an der Universität Hamburg. Seit 2021 ist er Professor für Volkswirtschaftslehre an der Universität Potsdam.
Seine Forschungsgebiete sind Gesundheitsökonomie, Arbeitsmarktökonomie, Familienökonomie und angewandte Mikroökonometrie.

## Schriften (Auswahl)
- mit Marco Francesconi und Stephen P. Jenkins: The impact of family structure during childhood on later-life attainment. London 2005, ISBN 1-900834-56-1.
- mit Marco Francesconi und Stephen P. Jenkins: The effect of lone motherhood on the smoking behaviour of young adults. Bonn 2009.
- mit Helena Holmlund und Helmut Rainer: Meet the parents? The causal effect of family size on the geographic distance between adult children and older parents. Bonn 2009.
- mit Silke Anger und Michael Kvasnicka: One last puff? Public smoking bans and smoking behavior. Bochum 2010, ISBN 978-3-86788-202-6.